# Walter De Lemos
Walter Fernando De Lemos (Rosario, Santa Fe, Argentina, 15 de febrero de 1972) es un exfutbolista argentino que jugaba como arquero.

## Trayectoria

### Juan XXIII
De Lemos se inició futbolísticamente en el Club Juan XXIII, de su ciudad natal. Con el equipo rosarino disputó las históricas participaciones de la institución en el Torneo del Interior.

### Argentino de Rosario
En 1993 dio el salto en su carrera, cuando pasó a Argentino de Rosario.

### Gimnasia de Concepción del Uruguay
En 1996 se mudó a Entre Ríos y se sumó a Gimnasia de Concepción del Uruguay. Con el lobo disputó una temporada.

### Huracán de Corrientes
En 1997 pasó a Huracán de Corrientes. Jugó en el equipo correntino hasta 1998.

### San Martín de San Juan
En 1998 se unió a San Martín de San Juan. Su primera etapa en el verdinegro duró hasta el 2001. En el 2005 tuvo un paso corto por el club.

### Central Córdoba
En el 2001 volvió a Rosario, para sumarse a Central Córdoba. Jugó en el charrúa hasta el año 2004.

### Douglas Haig
En el 2005 pasó a Douglas Haig, donde tuvo un breve paso.

### Atlético Tucumán
En el año 2006 se mudó a San Miguel de Tucumán y se sumó a Atlético Tucumán. Estuvo un año en el decano.

### Juventud Unida
En 2007 pasó a Juventud Unida. En el equipo de San Luis disputó una temporada.

### Sportivo Rivadavia
En el 2009 regresó a Santa Fe y se unió a Sportivo Rivadavia. En el equipo de Vendo Tuerto se retiró del fútbol.

## Clubes
| Club                               | País      |
| ---------------------------------- | --------- |
| Juan XXIII                         | Argentina |
| Argentino de Rosario               | Argentina |
| Gimnasia de Concepción del Uruguay | Argentina |
| Huracán de Corrientes              | Argentina |
| San Martín de San Juan             | Argentina |
| Central Córdoba                    | Argentina |
| Douglas Haig                       | Argentina |
| Atlético Tucumán                   | Argentina |
| Juventud Unida                     | Argentina |
| Sportivo Rivadavia                 | Argentina |